# 木松眼虫
木松眼虫（学名：Pityomma drymodes）为星球虫科松眼虫属的动物。分布于中太平洋，包括东海等海域。